# نعومي تشياكي
نعومي تشياكي (باليابانية: ちあきなおみ) هي مغنية وممثلة يابانية، ولدت في 17 سبتمبر 1947 في إيتاباشي في اليابان.

## وصلات خارجية
- نعومي تشياكي على موقع IMDb (الإنجليزية)
- نعومي تشياكي على موقع ميوزك برينز (الإنجليزية)
- نعومي تشياكي على موقع أول موفي (الإنجليزية)
- نعومي تشياكي على موقع أول ميوزيك (الإنجليزية)
- نعومي تشياكي على موقع ديسكوغز (الإنجليزية)